# Emmanuel Ake
Emmanuel Ake (Mombasa, Kenia, 11 de junio de 1980) es un exfutbolista de Kenia que jugaba en la posición de extremo.

## Carrera

### Club
| Periodo   | Club                   | Apariciones | Goles |
| --------- | ---------------------- | ----------- | ----- |
| 2000–2004 | AB                     | 45          | 3     |
| 2004–2008 | FC Nordsjælland        | 14          | 0     |
| 2006      | → Ølstykke FC (cedido) | 15          | 1     |
| 2006–2007 | → Holbæk B&I (cedido)  | 22          | 9     |
| 2007–2008 | → HIK (cedido)         | 41          | 25    |
| 2008–2009 | Herfølge BK            | 23          | 17    |
| 2009–2010 | HB Køge                | 13          | 5     |
| 2010–2011 | Lyngby BK              | 1           | 0     |
| 2011      | Næstved BK             | 10          | 4     |
| 2012      | Svebølle B&I           | 0           | 0     |
| 2012–2013 | FC Djursland           | 0           | 0     |

### Selección nacional
Jugó para Kenia en ocho ocasiones de 2004 a 2009 y anotó un gol en la victoria por 3-0 ante Burkina Faso en Bizerte por la Copa Africana de Naciones 2004, siendo la primera victoria en la historia de Kenia en el torneo.